# Crisba
Crisba, encore connu sous le nom Danhomey Boy, de son vrai nom Orel Térence Guezo Ahoueha (né le 13 janvier 1994 à Cotonou), est un chanteur et rappeur béninois.

## Biographie
Crisba nait le 13 janvier 1994 à Cotonou, de l'ethnie fon il est originaire d’Abomey dans le zou. Il fréquente le collège catholique Père Aupiais de Cotonou. Après une licence en administration générale et territoriale à l’ENAM, il décide d'entrer dans l'univers musical en formant un groupe avec des amis, mais ce n'est qu'en 2016 qu'il fera ses preuves musicale en participant au concours Moov Test mon Flow, ce qui lui ouvre les portes du label discographique VSLV_Record du rappeur Shamir MG où il signe en 2017. Avec ce label il sort ensuite son premier single officiel Bia vivi hou coca. Invité par Amir el presidente et Nasty Nesta du  CCC sur la scène du Moov Dance Crew où il assure une prestation. Il décide alors de continuer l'aventure seul sans son label et enchaîne avec  d’autres singles dont Nou’oundo buzz, Wo (Remix de Olamidé),,,.

## Discographie

### Albums studio
- 2022 : 229wèla (229wèla)

### Singles
Il compte une trentaine de singles.
- 2017 : Bia Vivi hou coca
- 2017 : Wo
- 2018 : Zo
- 2018 : Tomiton
- 2019 : Fumi
- 2019 : Eccureil-Allez
- 2020 : Zokèkè
- 2020 : Tchotcho
- 2020 : Fumi remix
- 2021 : Mon mi non bolo
- 2021 : Eya
- 2021 : Toi et moi
- 2021 : Antidote
- 2022 : Papagon feat Onesis
- 2022 : Nou wa die
- 2023 : Sòwa
- 2023 : Kutònu fi
- 2023 : Fais moi Juju
- 2023 : Man Jayi o
- 2024 : Alimin Singuin
- 2024 : Yesu Kristo
- 2024 : Les années 80
- 2024 : Yeyinon
- 2024 : Hòhayatò
- 2025 : Hello
- 2025 : Numero Uno
- 2025 : Pardon Baba God

## Distinctions
- 2018 : Nommé au Titanium Music Awards dans la catégorie « meilleur espoir de l'année »[1].
- 2018 : Nommé « meilleure révélation de l'année », Interpeople Awards.
- 2018 : Nommé « jeune artiste de l'année », Voluncorp[2].
- 2019 : Nommé « meilleur artiste espoir », Bénin top 10.
- 2019 : Nommé « meilleur révélation de l'année », Bénin Showbiz Award.
- 2019 : Nommé « artiste de l'année », Fescu Gv Awards.
- 2020 : Nommé « meilleur single de l'année avec Tchotcho, Bénin Showbiz awards.
- 2021 : Nommé « meilleur artiste de la nouvelle génération », Bénin Showbiz Awards.